# Шиш (река)
Шиш (
сибирскотат. 
Шеш елга) — река в Омской области России, правый приток Иртыша.

## Этимология
Возможно, название происходит от кетск. шеш, сес — «река».

## Характеристика

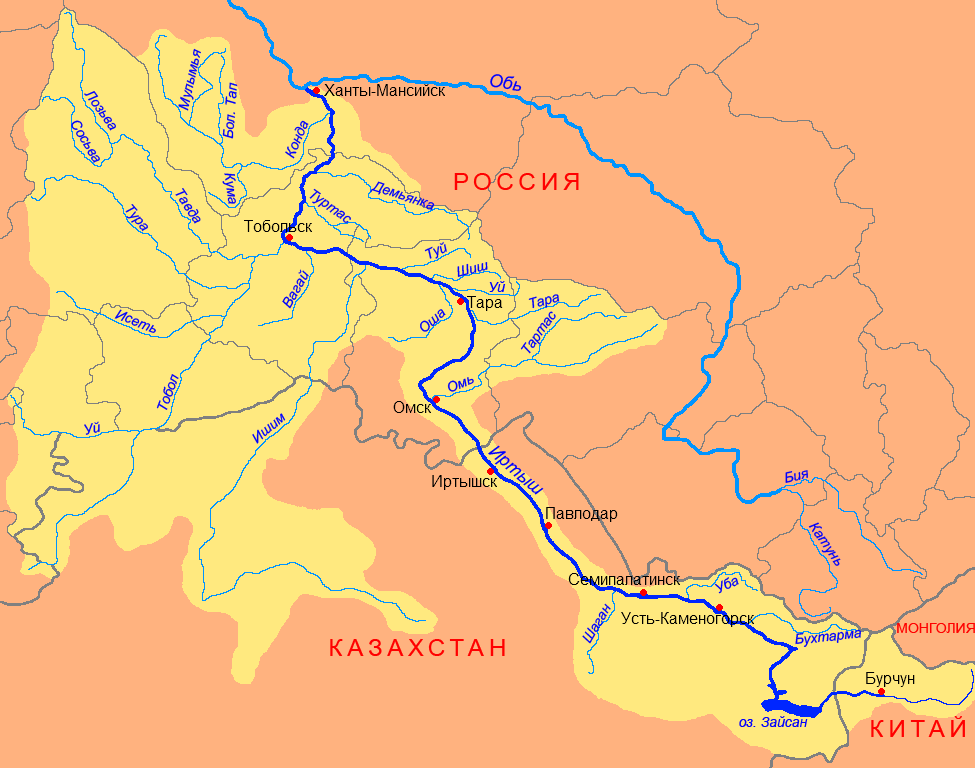
Бассейн Иртыша

Шиш начинается с Васюганских болот в центральной части Западно-Сибирской равнины на востоке Омской области. После впадения правого притока Большого Кутиса река несколько отклоняется к юго-западу, ниже села Атирка её русло поворачивает на северо-запад и некоторое время течёт параллельно основному руслу Иртыша. Шиш резко поворачивает на юго-запад около села Тайга и сливается с Иртышом у села Усть-Шиш Знаменского района.
Длина 378 км, площадь бассейна 5270 км². Среднегодовой сток, измеренный в 149 км от устья, составляет 14,8 м³/с. Шиш замерзает в конце октября — начале ноября, вскрывается во второй половине апреля — первой половине мая.
Притоки Шиша многочисленные, но короткие. Наиболее значительные из них: Большой Кутис, Малый Шиш, Имшегал, Куяры. Исток Шиша находится на территории Седельниковского района Омской области, но большая часть его русла лежит в пределах Тарского (верховья и среднее течение) и Знаменского (низовье) районов. Хотя значительных городов на реке нет, её долина густо населена. Населённые пункты на реке: Петровка, Васис, Михайловка, Киксы, Имшегал, Атирка, Тайга, Новоягодное, Айлинка, Усть-Шиш и другие.

## Притоки
(км от устья)
- 20 км: река без названия
- 35 км: Куяры
- 59 км: река без названия
- 62 км: река без названия
- 70 км: река без названия
- 92 км: Тунзы
- 101 км: Большие Тунзы
- 123 км: Шараповка
- 124 км: Савга
- 155 км: Ильчук
- 164 км: Быган
- 172 км: Турунгас
- 189 км: Кияк
- 194 км: Имшегал
- 211 км: Киксы
- 227 км: Васис
- 229 км: Васюшка
- 247 км: Турзы
- 248 км: Средний Улюм
- 252 км: Верхний Улюм
- 259 км: Малый Шиш
- 284 км: Большой Кутис
- 322 км: Сульцыс
- 338 км: Окней
- 346 км: Куренга

## Данные водного реестра
Код объекта в государственном водном реестре — 14010100312115300006782.